# Hey Joe
Hey Joe è un brano blues attribuito inizialmente a Dino Valenti e, dal 1962, riconosciuto a Billy Roberts.

## Storia
È assai probabile che Roberts trasse spunti per il brano da almeno tre pezzi precedenti: il primo è una ballad tradizionale degli inizi del Novecento intitolata Little Sadie che racconta di un uomo in fuga dopo aver ucciso la sua donna, esattamente come in Hey Joe: degno di nota il fatto che il testo di Little Sadie colloca gli eventi tra Thomasville, Carolina del Nord, e Jericho (nei pressi di Hollywood, in Carolina del Sud), e Roberts era originario del South Carolina; il secondo è un brano country di Carl Smith risalente al 1953 ed intitolato appunto Hey Joe (ma scritto originariamente da Boudleaux Bryant): oltre a condividerne il titolo, il brano presenta un testo articolato anch'esso secondo la struttura a domanda e risposta che caratterizza la versione odierna; il terzo è Baby, Please Don't Go To Town di Niela Miller (peraltro legata sentimentalmente a Roberts negli anni '50), risalente al 1955 e strutturato secondo un'analoga progressione di accordi. Il cantautore folk newyorkese Tim Rose (il quale registrò una propria versione nel 1966) complicò ulteriormente le cose quando affermò che la canzone fosse in realtà un tradizionale brano blues che aveva sentito suonare sin dall'infanzia, sebbene non siano mai pervenute fonti o registrazioni di una versione precedente. Nel 2008 Andrew Roberts, figlio di Billy nato nel 1961, negò le accuse di plagio dell'ex fidanzata rivolte a suo padre, affermando che in realtà il brano sia stato scritto come una parodia della ballata tradizionale Frankie and Johnny ironicamente dedicata a sua madre.
Curiosamente, esisterebbero vari master tapes su cui Roberts ha inciso il brano - il primo è da farsi risalire al 1961 - ma fino ad ora non è stata pubblicata alcuna versione a suo nome.
Il rilievo storico del brano è ad ogni modo da attribuirsi alla cover che ne fece Jimi Hendrix nel suo album di esordio Are You Experienced? del 1967, nonché per il primo singolo che lo precedette, pubblicato il 16 dicembre 1966 in Europa. La canzone fu esclusa dalla pubblicazione europea, ma fu aggiunta a quella americana.

## Cover

### La versione di Jimi Hendrix
La celeberrima versione di Jimi Hendrix trova spunto in quella, più lenta, elaborata dal cantante folk Tim Rose, registrata nel 1966 la quale era stata accreditata come traditional. Hendrix ed il suo manager Chas Chandler avevano assistito più volte alle esibizioni di Rose al Cafe Wha? di New York, locale in cui lo stesso Hendrix ebbe modo di suonare più volte. Hey Joe fu l'ultimo brano che Jimi Hendrix suonò al festival di Woodstock del 1969. Essendo la sua l'esibizione di chiusura, il brano risultò essere anche l'ultimo in assoluto suonato al festival.

### Altre cover
Oltre alla versione di Jimi Hendrix (1967, MCA Records) che ha raggiunto il 6º posto nella classifica britannica, le seguenti versioni sono entrate nella classifica pop britannica o statunitense:
- Gli Who suonarono diverse volte il brano nel loro tour del 1989. La versione che proponevano ricalcava quella classica di Hendrix.
- The Leaves col titolo Hey Joe, Where You Gonna Go (Mira 207, dicembre 1965); riregistrata col titolo Hey Joe, Where You Gonna Go (Mira 222, 1966) e poi Hey Joe (Mira 222, May 1966). Questa è la prima versione pubblicata su disco; ha raggiunto il 31º posto nella classifica statunitense.
- Cher (1967) raggiunto il 94º posto nella classifica statunitense.
- Wilson Pickett (Atlantic 2648, luglio 1969) raggiunto il 29º posto della classifica R&B, il 59º posto della classifica pop statunitense e il 16º nella classifica pop britannica con Duane Allman alla chitarra.
- I Byrds nel loro album Fifth Dimension (Columbia CL-2549, 1966), raggiunto il 24º posto nella classifica statunitense e il 27º nella classifica britannica.

Inoltre si contano le seguenti cover: 
- Lee Moses Time and Place (1971)
- The Surfaris Hey Joe, Where Are You Going (Decca 31954, giugno 1966)
- Love (1966)
- The Standells
- The Music Machine (1966)
- The Shadows of Knight (1966)
- The Warlocks (1966)
- Tim Rose (1966)
- The Cryan' Shames (1966), nel loro album Sugar & Spice
- GONN (1966 o 1967)
- Spirit (1967)
- The Golden Cups (1968), gruppo giapponese
- The Creation (1968)
- Deep Purple (1968), nel primo album, Shades of Deep Purple.
- Willy DeVille (1992), negli album Backstreets of Desire (1992) e Willy DeVille Live (1993)[3]
- Johnny Rivers (1968), nell'album Realization
- Roy Buchanan (1973)
- Patti Smith (1974), lato B del primo singolo, Piss Factory
- Alvin Lee (1979), nell'album Ride On
- Nick Cave and the Bad Seeds (1986), nell'album Kicking Against the Pricks
- Gli Avvoltoi (1988), nell'album Il nostro è solo un mondo beat, in italiano
- Seal (1991), nel singolo Killer
- Willy DeVille (1992), nell'album Backstreets of Desire
- Body Count (1993)
- Eddie Murphy (1993), nell'album Love's Alright
- Mathilde Santing (1994), col nome Hey Joan.
- The Offspring (1989), nell'edizione su musicassetta dell'album The Offspring, (1991), nell'EP Baghdad
- The Make-Up (1999)
- Robert Plant (2002), nell'album Dreamland
- Fort Minor (2005), remixata col titolo Bleach
- Psychedelic Deja Vu (2006)
- Popa Chubby
- Joe Cocker
- Gabe Dixon Band, sull'EP Live at World Cafe
- Type O Negative, con il nome Hey Pete
- Brant Bjork, su Local Angel
- Franco Battiato (2001), nell'album Ferro battuto
- Slash con Steve Winwood, Billy Cox, e Mitch Mitchell, live alla UK Rock and Roll Hall of Fame
- Francesco Di Giacomo (Banco del Mutuo Soccorso) con Sam Moore, nell'EP che include anche il brano Non ci siamo (il primo brano è altrove inedito, il secondo è estratto dall'album Non mettere le dita nel naso). Nella ristampa in CD di quest'ultimo verrà poi inserita anche la cover Hey Joe)
- Violet Band (2011)
- Eugenio Finardi (2013), in Musica Ribelle Live[4]
- Charlotte Gainsbourg (2013), nella colonna sonora del film Nymphomaniac di Lars Von Trier, prodotta da Beck

### In altre lingue
- Johnny Hallyday (1967), col testo in francese di Gilles Thibault, nell'album Olympia 67
- Martò (1967), con il testo in italiano opera di Francesco Guccini
- O Rappa (1996), col testo in portoghese, nell'album Rappa Mundi, ma cambia il testo.

### Guinnes dei primati
1572 chitarristi suonarono contemporaneamente Hey Joe nella piazza principale di Breslavia, in Polonia, il 1º maggio 2006, entrando nel Guinnes dei Primati. Il record venne battuto esattamente un anno dopo, quando 1881 chitarristi suonarono nuovamente Hey Joe tutti assieme nella medesima piazza.